# واسط طبیعی کاربر
در رایانش، یک واسط کاربری طبیعی یا NUI (به انگلیسی: Natural User Interface) یا واسطه‌های طبیعی عبارت‌های متداولی است که طراحان و توسعه دهندگان برای واسطه قراردادن بین انسان و ماشین استفاده می‌کنند که اشاره دارد به یک واسط کاربری که به‌طور مؤثر پنهان است و پنهان باقی می‌ماند همچنان که کاربر به‌طور مداوم این تعامل را به‌طور فزاینده‌ و پیچیده  یادمی‌گیرد. کلمه طبیعی به این خاطر استفاده شده‌است چون رابط‌های کاربری که از کنترل‌ها غیرطبیعی دستگاه‌ها استفاده می‌کنند باید استفاده از آن‌ها را یادگرفت.
NUI متکی به این است یک کاربر می‌تواند از یک تازه‌کار به یک حرفه‌ای تبدیل بشود. در حالی که استفاده از واسط کاربری نیاز به یادگیری دارد، که روش یادگیری آن به کاربر این حس را می‌دهد که آن‌ها پیشرفت زیادی نمی‌کنند؛ بنابراین، " طبیعی " اشاره دارد به یک هدف در تجربه کاربر  که این تعامل به صورت طبیعی ایجاد می‌شود، در حالی که در تعامل با فناوری، واسط کاربری خود به صورت طبیعی است. این تفاوت آن با ایده واسط بصری است، اشاره دارد به آن یکی که می‌تواند بدون آموزش قبلی مورد استفاده قرار گیرد.
استراتژی‌های طراحی مختلفی ارائه شد که باعث رسیدن به درجه‌های مختلفی از موفقیت شد. یکی از آن استراتژی‌ها، استفاده از یک واسط واقعیت کاربر RUI است. همچنین با عنوان "واسط‌های مبتنی بر واقعیت" (RBI) شناخته می‌شود. یک نمونه از استراتژی RUI استفاده از رایانه‌های پوشیدنی برای تبدیل اشیاء در دنیای واقعی به اشیاء " قابل کلیک " است. یعنی به طوری که پوشنده لباس می‌تواند بر روی هر شی روزمره کلیک کند تا به عنوان یک لینک عمل کند که در نتیجهٔ ادغام فضای مجازی و دنیای واقعی است. از آنجا که اصطلاح " طبیعی" به منزله ی" جهان طبیعی " است، اغلب RBI با NUI، اشتباه گرفته می‌شود که در واقع تنها یکی از راه‌های رسیدن به آن می‌باشد.
یک نمونه از استراتژی برای طراحی یک NUI نه بر اساس RBI محدود کنندهٔ عملکرد و سفارشی سازی است، بنابراین برای آن دسته از کاربرانی که اطلاعات کمی دربارهٔ عملکرد یک دستگاه داشته باشد. قابلیت‌های که به طور پیش فرض مطابق با اهداف کاربر است فراهم شده است و این واسط به راحتی قابل استفاده می باشد. این استراتژی طراحی فراگیر در iOS اپل است. از آنجا که این طرح با صفحه نمایش مستقیم لمسی مطابقت دارد، طراحان به طور معمول سادگی در تعامل با دستگاه به صفحه نمایش چند لمسی نسبت می‌دهند، و نه به طراحی این نرم‌افزار که درآن  موجود می باشد.

## تاریخچه
درسال‌های دهه‌های ۷۰، ۸۰ و ۹۰، استیو مان تعدادی از استراتژی‌های واسط کاربری را توسعه داد که با استفاده از تعامل طبیعی با دنیای واقعی به عنوان یک جایگزین برای واسط خط فرمان CLI یاواسط گرافیکی کاربر GUI قرار گرفت. مان این کار را با عنوان‌های " واسط کاربری طبیعی "، " واسط کاربری مستقیم "، و " استعاره آزاد رایانه " نامید. فناوری ای تپ (EyeTap) مان یک نمونه از واسط کاربری طبیعی است. استفاده‌مان از کلمه " طبیعی " اشاره به هر دو عمل دارد که برای کاربران انسانی به صورت طبیعی جلوه می‌کند، و نیز استفاده از طبیعت به خودی خود، یعنی فیزیک (فلسفه طبیعی) و محیط طبیعی. یک مثال خوب ازNUI در هر دو این حواس " hydraulophone " است، به ویژه زمانی که آن به عنوان یک دستگاه ورودی استفاده می‌شود، که در آن لمس کردن یک عنصر طبیعی (آب) راهی برای خواندن داده می‌شود. به طور کلی، یک کلاس از آلات موسیقی به نام " physiphones "، که نام خود را از کلمات یونانی " physika " , " physikos " (طبیعت) و " phone " (صدا) گرفته است و همچنین با عنوان " واسط کاربری مبتنی بر طبیعت " نیز استفاده می‌شود.
در سال ۲۰۰۶ کریستین مور یک جامعه تحقیقاتی باز و با هدف گسترش بحث و توسعه مربوط به NUIتاسیس کرد. در یک کنفرانس در سال ۲۰۰۸ «پیش بینی گذشته» اگست د لس ریس یکی از مدیران ارشد در مایکروسافت NUI را به عنوان قدم بعدی تکامل در ادامهٔ جهش از CLI به GUI نام برده است البته این حرف ساده‌سازی بیش از حد است، NUIs لزوماً شامل عناصر بصری است و در نتیجه، واسط کاربر گرافیکی است. دقیق تر خواهد بود اگر برای توصیف آن به عنوان یک گذار از WIMP به NUIاستفاده کنیم.
در CLI، کاربران باید نحوهٔ استفاده از ابزار مصنوعی ورودی، صفحه کلید و یک سری از ورودی‌های مدون، که پاسخ گویی محدودی دارند را یاد بگیرند، در حالی که استفاده از این دستورات دشوار خواهد بود.
سپس، هنگامی امکان استفاده از ماوس درGUI قرار گرفت، کاربران می‌توانند به راحتی حرکات ماوس و عملکرد آن را یاد بگیرند و قادر خواهند بود که در واسط فعالیت بیشتری داشته باشند. GUI متکی بر تعامل با محتویات بر روی صفحه نمایش یا اشیاء است. به‌طور مثال " دسکتاپ " و " کشیدن "، که استعاره‌ای برای یک واسط بصری است که در نهایت دوباره به زبان پیچیدهٔ کامپیوتر بازگردانی می‌شود.
یک نمونه از سوء تفاهم دربارهٔ عبارت NUI درنمایشگاه بین‌المللی سی‌ئی‌اس در سال ۲۰۱۰ نشان داده شد. "در حال حاضر موج جدیدی از محصولاتی با واسط‌های طبیعی کاربر عمل می‌کند اماده است، که با عنوان روش کنترل دستگاه‌های الکترونیکی نامیده می‌شوند و برای مخاطبان بیشتر است. "
در سال ۲۰۱۰ بیل باکستون با یک صحبت ویدئویی دربارهٔ NUIو فناوری‌های که می‌تواند در ایجاد یک NUI استفاده شود، و آینده آن اعلام کرد که این موضوع چه اهمیت بالای برای شرکت مایکروسافت دارد.

## مثال
چند لمسی
زمانی که ازبیل باکستون دربارهٔ رابط آیفون سؤال کردند، او اینگونه پاسخ داد "تکنولوژی چند لمسی تاریخچه طولانی دارد. برای روشن تر کردن موضوع، کار اصلی توسط گروه من در سال ۱۹۸۴ انجام گرفت و در همان سال اولین کامپیوتر مکینتاش تولید شد و حتی ما اولین نبودیم .".
چند لمسی تکنولوژی است که می‌توان در واسط طبیعی کاربر استفاده کرد. هرچند که بیشتر ابزارهای واسط کاربری با همچون تکنولوژی جزء GUIs سنتی حساب می‌شوند.

## بعضی از شرکت‌های فعال در این زمینه
- Thalmic Labs, Canada
- LEAP Motion, USA
- MABL Labs, South Korea
- NUITEQ, Sweden